# Capilla “Madre de la Eucaristía”
La capilla “Madre de la Eucaristía”, en Roma, Italia, es una capilla lugar de apariciones y milagros eucarísticos, ubicada en Vía delle Benedittine #93, en  en el suburbio noroeste de Roma, en el distrito llamado "Monte Mario", lugar que ha sido declarado “Santo y taumatúrgico” ya que desde 1971, Marisa Rossi tuvo encuentros marianos con la Virgen María, en su advocación de Madre de la Eucaristía, que primeramente y de manera privada recibió mensajes, y posteriormente de manera pública. En el lugar se han registrado al menos 185 milagros eucarísticos. Estos eventos provocaron conflictos y diferencias entre Claudio Gatti confesor y guía espiritual de Rossi, y el Vaticano.

## La capilla
La capilla posee diversos recipientes que cada uno contiene alguno de los milagros eucarísticos ahí registrados. A su vez la capilla posee, una estatua toda blanca de la “Madre de la Eucaristía” en la cual la virgen tiene un cáliz en la mano izquierda y una hostia en la mano derecha de manera distinta a la forma que la sostienen los sacerdotes está situada en la pequeña capilla. Esta a su vez, es símbolo del movimiento eclesiástico surgido para la promoción del conocimiento de la Santa Eucaristía. Otra estatua ahora del Niño Jesús, que alarga un brazo hacia el cielo y el otro hacia los hombres, fue esculpida por Adolfo Insam de Ortisei en 1980, nombre declarado por la virgen a Claudio Gatti, se encuentra ubicada en un altar de la capillita. Adicionalmente una escultura de una Cruz está en la capilla. 

## Eventos místicos registrados
Los contactos entre la Virgen y la vidente Marisa Rossi, así como diversos milagros eucarísticos ocurridos se pueden separar en tres etapas: de 1971 a 1988 donde Claudio Gatti el confesor y guía espiritual de Rossi, y pocas personas tuvieron tal conocimiento; de 1988 a 1993, donde ya fueron admitidas personas llamadas por la virgen, y formaron un cenáculo de oración y formación; y del 20 de junio de 1993 al 2009 –año donde la virgen solicitó que las apariciones fuesen publicadas y conocidas hasta el fallecimiento de Marisa y Claudio.
Entre el 14 de septiembre de 1995 al 17 de mayo de 1998, en 14 milagros eucarísticos ha habido efusión de sangre. Algunas hostias se ha declarado que “han sido traídas al lugar por Nuestra Señora Madre de la Eucaristía, por Jesús, por ángeles, por diversos santos, y entregadas a Marisa las cuales son conservadas intactas en esta capilla desde su aparición.

## Mensajes de la virgen
Nuestra Señora se ha aparecido a Marisa en múltiples y diversos lugares tanto en caminos boscosos, como en montañas Dolomites, Alpes Occidentales, el Gran Sasso, el mar, en una estación de radio, en casas de personas, en carros y otros lugares. 

La Madre de la Eucaristía le habla a Marisa en arameo -que a su vez tiene el don de conocer esa lengua, durante el éxtasis, y que luego traduce al italiano, su lengua nativa y a la vez escribe en taquigrafía enseñada por la virgen-Marisa dice:
“Nuestra Señora está de pie con los brazos abiertos y hace pequeños ademanes cuando habla. Se arrodilla en profunda adoración cuando Jesús o la Santísima Trinidad están presentes. Está de pie en una nube blanca como nieve. Ella es muy joven, parece de aproximadamente 18-20 años. Su cara es bien proporcionada, ovalada, con el color natural de su país; tiene mejillas rojas; sus labios son normales, muy bellos, color de rosa. Nuestra Señora es acompañada siempre por ángeles que cantan y muchas veces ella ha estado rodeada por diversos santos como: San Pedro, San Pablo, San Juan Bautista, San Juan Evangelista, San Lucas, San Francisco de Asís, Santa Clara, Santa Catalina de Siena, San Luis Gonzaga, San Gabriel de la Madre Dolorosa, Santa Bernadette, San Juan Bosco, San Pio X, San Pío de Pietrelcina quien acompañó a Nuestra Señora en varias ocasiones, así como también Pío XII, Juan XXIII, Paulo VI y Juan Pablo I. Sus manos son dóciles, sus brazos se extienden hacia los cielos cuando habla de su Hijo Jesús y se abren hacia mí cuando nos habla a nosotros los hombres. Nunca junta sus manos, pero las cruza en su corazón cuando dice al “Padre Nuestro”, el “Gloria,” el “Magnificat.” Cuando recita el “Gloria” inclina su cabeza como signo de reverencia. En obediencia a Dios Padre, Ella recita el “Ave María” con nosotros. Cuando viene con la Sagrada Eucaristía lleva un velo blanco en la cabeza y un manto azul que cae de sus hombros y reposan sobre la blanca nube. Su vestido blanco marfil cae holgadamente sobre la nube. Cuando viene sin la Sagrada Eucaristía no lleva el velo blanco y su manto alcanza desde su cabeza hasta la nube. Es imposible describir la belleza y dulzura de Nuestra Señora. Varias veces en las apariciones Nuestra Señora precedió a su Hijo Jesús. Cuando Jesús viene Nuestra Señora le da la bienvenida con una profunda reverencia y después se arrodilla. Jesús toma de la mano a Nuestra Señora y la invita a levantarse y estar cerca de Él: “Ven, cerca de mí, querida Mamita”, le dice. En Navidad y en otras ocasiones Nuestra Señora aparece sosteniendo al pequeño Jesús, a quien simplemente llamamos “el Niño”, en sus brazos y lo entrega a Marisa quien lo abraza y Lo estrecha en su corazón”.
3 de octubre de 1992. La Virgen ha consignado a Marisa una serie de secretos que se refieren a los sucesos del mundo, de la Iglesia y de Italia. Ha enseñado a no tener miedo de los secretos, sino a tener miedo de no vivir en gracia: 
“Los secretos son duros solo para los que no están en gracia, los que están con mi Hijo Jesús, no deben temer nada”.
20 de junio de 1993. Marisa y Claudio recibieron un mensaje donde la Madre de la Eucaristía pidió en nombre de Dios que los mensajes se hicieran públicos. Nuestra Señora dijo: 
“Yo soy la Madre de la Eucaristía. Conozcan la Palabra de Jesús, Amén.

## Milagros eucarísticos
Diversos milagros eucarísticos han sido registrados en torno a la Madre de la Eucaristía y la capilla dedicada a ella.
- 14 de septiembre de 1995, -festividad de la Exaltación de la Santa Cruz-, mientras los creyentes estaban reunidos orando en la capilla, que a su vez hay había sido anunciado el 10 de septiembre de 1995, por Nuestra Señora a Marisa: "En la festividad de la Exaltación de la Santa Cruz estaré aquí para orar contigo ante la Cruz. Y tú, Marisa, tendrás que tomar la Cruz y llevarla en procesión".[6]
- 7 de octubre de 1995 se manifestó, mientras Marisa extática se puso en pie de su silla de ruedas, a la que ella esta confinada debido a severos problemas artríticos, siguiendo una invitación de Nuestra Señora, cubrió unos metros, alzó sus manos como una custodia, y la Sagrada Hostia vino a descansar a ellas, haciéndose visible a todos los presentes. El "milagro Eucarístico" se repitió el 22, 26 y 29 de octubre de 1995, delante de un creciente número de personas.[7] En la aparición del 29 de octubre de 1995, Nuestra Señora anunció que el 26 de noviembre, fiesta de Cristo Rey, sería el "gran día" en el que otro extraordinario evento Eucarístico se produciría.-
- 26 de noviembre, el milagro Eucarístico se renueva: todos ven las Hostias dadas a Marisa. Diversas fotos tomadas durante los eventos, dan testimonio de ello. Los milagros se repiten el 8, 31 de diciembre de 1995 y el 7, 14 y 28 de enero de 1996.[8]
- 18 de febrero de 1996. Una gran hostia es entregada en manos de Marisa.
- 7 de abril de 1996, Domingo de Pascua. Jesús entrega a Marisa una hostia profanada.
- 16 de junio de 1996. El milagro de la multiplicación de la Eucaristía.
- 30 de junio de 1996. Tres sagradas hostias aparecen sobre la estatua del Santo Niño colocada en el altar de la capilla.
- 20 de octubre de 1996. Nuestra Señora deposita una hostia grande y algunas sagradas hostias sobre las hojas de una planta de hibiscus en la habitación de Marisa.
- 14 de noviembre de 1996. Jesús y Nuestra Señora traen una hostia grande y veinte sagradas hostias.
- 7 de diciembre de 1996. Nuestra Señora coloca una sagrada hostia dentro de un ostensorio.
- 12 de enero de 1997. Marisa abre el Sagrario de la capilla y encuentra una sagrada hostia grande.
- 6 de febrero de 1997. Nuestra Señora entrega a Marisa una sagrada hostia salpicada de sangre.[9]
- 21 de febrero de 1997. San Juan Bosco, trae a Marisa una hostia salpicada de sangre dividida en dos partes.[10]
- 27 de marzo de 1997. Nuestra Señora trae hostia manchada de sangre.
- 7 de abril de 1997. Nuestra Señora trae hostia manchada de sangre.
- 31 de mayo de 1997. Nuestra Señora trae hostia manchada de sangre.[11]
- 22 de marzo de 1998. Nuestra Señora trae hostia manchada de sangre.[12]
- 17 de mayo de 1998. 9:30 a. m., Marisa Rossi vidente, recibió un mensaje de “Nuestra Señora Madre de la Eucaristía”, mismo que le comunicó al sacerdote Claudio Gatti:“Cuando estaba fuera de su dormitorio, Jesús ha depositado sobre unas flores una gran Hostia y que de su interior algunas gotas de sangre han brotado. Dos señoras han sido las primeras en darse cuenta del milagroso evento. He recibido de Nuestra Señora la orden de guardar celosamente la Eucaristía sangrante.” y el mismo sacerdote, recogió y llevó la hostia en procesión entre los fieles de la capilla para su testificación y adoración: "Esta Hostia manchada de sangre fue traída por Jesús mismo: justo cuando un sacerdote estaba consagrando por hábito y no creía en lo que estaba haciendo en ese momento, la sangre empezó a brotar y le dije a Jesús: Tomemos esta Hostia y llevémosla al pequeño rincón del Paraíso, el prodigioso lugar. Ahí será amada, adorada y respetada".
- 6 de junio de 1999. 7:30 a. m., en la fiesta de “Corpus Domini” (nombre anterior de la solemnidad de “Corpus Chisti”, de la misma hostia volvió a manar sangre, y cambió de la forma de concha a la de un corazón, misma que estaba resguardada en un cáliz de cristal en la pequeña capilla. Jesús dio le dio a Marisa un mensaje: "Anoche Mi Corazón explotó, Mi Sangre brotó y pasó a través del cáliz de cristal, igual que lo hizo la Eucaristía que salió del crucifijo y pasó a través de la caja de cristal que lo cubre para su protección.  Mi Sangre brotó por gozo, amor y sufrimiento. Este gran milagro ocurre para mostrar al hombre que Mi Corazón explota en todo momento: cuando hay almas que aman, cuando hay almas que sufren, y cuando hay hombres que no creen.  Este regalo, este gran milagro en el milagro de los milagros, es por ti. Dad testimonio de Él, pregonadlo, no tengáis miedo de lo que los hombres puedan decir o hacer.  Mi Corazón explotó y sangre y agua salieron fuera, de esta Hostia que también había sangrado el 17 de mayo de 1998, hace más de un año. Este gran milagro debería transformaros, mis queridos hijos".
- 11 de noviembre de 1999. Una hostia sangra en el lugar taumatúrgico por la novena vez.[13]
- 16 de mayo del 2000. La Eucaristía sangra en el lugar por la décima vez. Milagro Eucarístico durante la Misa celebrada para el Obispo Claudio Gatti en el lugar taumatúrgico.[14]
- 18 de mayo del 2000. La estatua blanca, sobre la cual había sangrado la Eucaristía, colocada por Nuestra Señora el 11 de noviembre de 1999, volvía la contrastante escena por segunda vez.[15]
- 11 de junio del 2000. Milagro eucarístico, ocurrido durante la Misa celebrada por el Obispo Claudio Gatti en el lugar, sello que Dios ha puesto sobre el episcopado de Monseñor Gatti y a los milagros eucarísticos ocurridos en el lugar taumatúrgico.[16][17]
- 29 de junio de 1999. Una carta pública, fue enviada por el Padre Claudio Gatti a Cardenales y Obispos del mundo.[18]
- El congreso Eucarístico internacional fue realizado por la Iglesia Católica en el año 2000, en Roma ese año.
- 6 de abril de 2002. Segunda efusión de sangre de la Eucaristía traída por Nuestra Señora el 16 de mayo del 2000.[19]
- 30 de diciembre de 2003. Tercera efusión de sangre de la Eucaristía traída por Nuestra Señora el 16 de mayo del 2000.[20]

- 15 de enero de 2004. Un milagro eucarístico ocurrió en el lugar y ha hecho posible la presencia simultánea de sangre divina y de sangre humana (Marisa, al contar con estigmas, que sangran) en una hostia, acontecimiento que nunca ha ocurrido en la historia de la Iglesia.[21]

Otros eventos adicionales hay sido registrados en ese lugar.

## Impactos
Un movimiento eclesiástico a favor de la Adoración y conocimiento Eucarístico y algunos de sus milagros, que surgió en 1971, -año en que el sacerdote y la dama se conocieron-, a raíz de experiencias místicas del sacerdote Claudio Gatti y Marisa Rossi en Roma, Italia, denominado Asociacion Movimento Impegno e Testimonianza "Madre dell'Eucaristia".
Claudio Rossi fue suspendido del ejercicio de las funciones sagradas por Cardenal Camilo Ruini por contravenir órdenes de la autoridad eclesiástica, y hacer caso a lo dicho por San Pablo en hechos 5,29 «Hay que obedecer a Dios antes que a los hombres».
El abate René Laurentin, hombre muy actualizado sobre las apariciones de la Virgen María, estuvo en Roma en diciembre de 1993, y visitó a Marisa Rossi y al Obispo Gatti, tuvo una entrevista con los protagonistas y asistió a una aparición. Publicó esta experiencia a la revista “Stella Maris” a través de un artículo publicado en el número 292/2 (febrero de 1994).